# Le Grand marché à Haarlem
Le Grand marché à Haarlem ou La place du grand marché à Haarlem vers l'Église Saint-Bavon est un tableau peint par Gerrit Berckheyde en 1696. Elle représente l'Église Saint-Bavon de Haarlem. Il est conservé au musée Frans Hals à Haarlem. Une version dérivée de 1673 est également conservée au musée des beaux-arts de Lyon, qui l'a acquis en 1890.

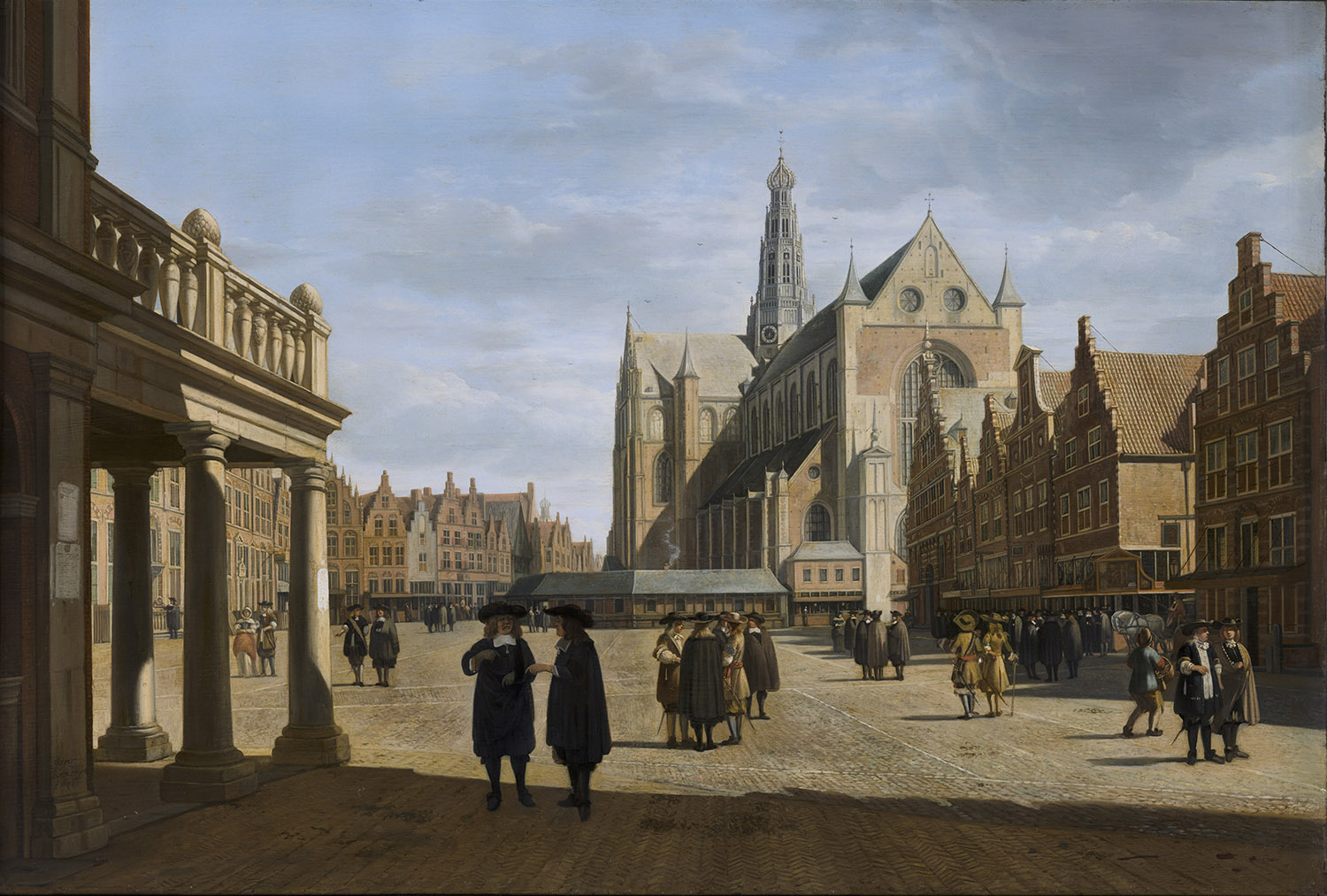
Le Grand marché à Haarlem, (1673), musée des beaux-arts de Lyon
Voir cette image en gigapixels.